# Wouldn't I Be Someone
"Wouldn't I Be Someone" é uma canção dos Bee Gees lançada como single em 1973. Originalmente escrita para fazer parte do álbum A Kick in the Head Is Worth Eight in the Pants, o qual Robert Stigwood se recusou a lançar alegando que não era comercial o suficiente para as vendas na época e também graças ao fracasso do álbum anterior Life in a Tin Can, foi lançada na coletânea Best of Bee Gees, Volume 2, em sua verão estendida de 05:31. Na versão do single, ela termina em 03:30. Possuia como b-side a música "Elisa"  e somente na Alemanha que foi substituida por "King And Country".
A canção atingiu a primeira posição apenas em Hong Kong e na Costa Rica, e ficou em 17º lugar na Itália.